# Антониацци, Антониа
Антониа Антониацци (англ. Antonia Antoniazzi; род. 5 октября 1971, Лланелли, Кармартеншир) — валлийский государственный и политический деятель. Член Лейбористской партии Уэльса. На парламентских выборах в 2017 году была избрана членом Палаты общин Великобритании от Гауэра.

## Биография
Родилась и выросла в Лланелли в семье валлийки и итальянца. Училась в католической общеобразовательной школе Святого Джона Ллойда и в колледже Горсейнона. После изучения французского и итальянского языков в Эксетерском университете получила сертификат последипломного образования в области образования в Кардиффском университете.
Преподавала изучение языков в общеобразовательной школе Брингвин в Лланелли. Выиграла девять матчей за женскую национальную сборную Уэльса по регби.
В 2016 году участвовала в региональных выборах за место в Парламенте Уэльса. Затем баллотировалась в парламент Великобритании на парламентских выборах 2017 года от округа Гауэр, на место консерватора Байрона Дэвиса. Она одержала победу, получив большинство в 3269 голосов. Затем заявила, что намеревается стать сильным депутатом от избирательного округа и что «Гауэр был и всегда будет моим главным приоритетом».
Произнесла свою первую речь 29 июня 2017 года и рассказала, как иммиграция из Италии повлияла на кофейную культуру в Уэльсе и Великобритании.
Является председателем Всепартийной парламентской группы по медицинскому каннабису и по раку.
В июне 2019 года призвала министров разрешить использование медицинской марихуаны «всеми, кто в ней нуждается», сославшись на случай 12-летнего Билли Колдуэлла, чьё проявление эпилепсии была облегчена с помощью этого препарата. Также в июне 2019 года организовала дебаты в парламенте о рисках для здоровья, связанных с электромагнитными полями, особенно технологией 5G, в ходе которых она попросила правительство взять на себя обязательство, чтобы Общественное здравоохранение Англии информировало общественность о том, что все радиочастотные сигналы являются возможным канцерогеном для человека. Впоследствии издание The Guardian обвинило её в распространении «лженауки».
На парламентских выборах 2019 года вновь была избрана членом Палаты представителей от Гауэра. На последующих выборах руководства Лейбористкой партии поддержала кандидатуру Джесс Филлипс.

### Брексит
Занимала должность личного парламентского секретаря теневого государственного секретаря Северной Ирландии (2017—2018) и теневого государственного секретаря Уэльса (2018 год). 13 июня 2018 года она и пять других депутатов подали в отставку с постов лидеров Лейбористской партии в знак протеста против позиции лейбористов по брексит. Лидер партии Джереми Корбин поручил своим однопартийцам воздержаться при голосовании, согласно которому Великобритания останется на едином рынке, присоединившись к Европейскому экономическому пространству (ЕЭЗ). Некоторые члены подали в отставку и проголосовали за ЕЭЗ.
В серии парламентских голосований по брекситу в марте 2019 года проголосовала против позиции Лейбористской партии и за поправку, представленную членами Независимой группы за перемены для второго публичного голосования.

### Права ЛГБТ+
В октябре 2021 года раскритиковала ЛГБТ-благотворительную организацию Stonewall, заявив, что правительство Уэльса продвигает «идеологическую культуру» и «продиктовано Stonewall».
В 2018 году встречалась с представителями Fair Play for Women, Woman’s Place UK и Transgender Trend.
В январе 2022 года она и ещё четыре делегата от Лейбористской партии в Парламентской ассамблее Совета Европы представили десять поправок к резолюции 2417 «Борьба с растущей ненавистью к ЛГБТИ в Европе». Поправки стремились включить слово «пол» наряду с гендерной идентичностью, отделить ситуацию в Великобритании от Венгрии, Польши, России и Турции и удалить ссылки на предполагаемые движения против ЛГБТИ в Великобритании. Делегаты подверглись критике со стороны Pink News за удаление ссылок на нападения против ЛГБТИ в Великобритании, осуждение анти-транс-движений и призыв прекратить финансирование групп или властей, выступающих против ЛГБТИ; в свою очередь в защиту делегатов выступила активистка Дебби Хейтон, за протест против удаления сексуально-эссенциалистского языка, который она считала важным для не-транс-женщин.

## Личная жизнь
Имеет сына.